# Arachnodes didiensis
Arachnodes didiensis är en skalbaggsart som beskrevs av Lebis 1953. Arachnodes didiensis ingår i släktet Arachnodes och familjen bladhorningar. Inga underarter finns listade.